# Bullet Train (canción)
«Bullet Train» es una canción de la banda británica de heavy metal Judas Priest, incluida como la novena pista del álbum Jugulator de 1997. En el mismo año se publicó como el primer y único sencillo del disco a través de SPV Records para el mercado europeo y por CMC International para los Estados Unidos. Fue escrita por lo guitarristas Glenn Tipton y K.K. Downing, cuyas letras relatan la sensación de un pasajero al tomar precisamente un tren bala.
Por otro lado y cuando se lanzó en 1997 incluyó el tema «Blood Stained» como lado B, pero al año siguiente se volvió a publicar pero con las canciones «Rapid Fire» y «The Green Manalishi (With the Two Pronged Crown)» regrabas con la voz de Tim Owens y que fueron subtituladas como '98 version.
En 1999 fue nominada a los premios Grammy en la categoría mejor interpretación de metal, convirtiéndose en la segunda nominación de la banda en dichos premios luego del álbum Painkiller.

## Lista de canciones
Todas las canciones escritas por Tipton y Downing, a menos que se indique lo contrario.

| Versión de 1997 |                 |          |  |
| N.º             | Título          | Duración |  |
| 1.              | «Bullet Train»  | 5:11     |  |
| 2.              | «Blood Stained» | 5:26     |  |

| Versión de 1998 |                                                                  |                          |          |  |
| N.º             | Título                                                           | Escritor(es)             | Duración |  |
| 1.              | «Bullet Train»                                                   |                          | 5:11     |  |
| 2.              | «Rapid Fire» ('98 version)                                       | Halford, Downing, Tipton | 3:53     |  |
| 3.              | «The Green Manalishi (With the Two Pronged Crown)» ('98 version) | Peter Green              | 4:10     |  |

## Músicos
- Tim Owens: voz
- K.K. Downing: guitarra eléctrica
- Glenn Tipton: guitarra eléctrica
- Ian Hill: bajo
- Scott Travis: batería